# Miss Continentes Unidos 2019
O Miss Continentes Unidos 2019 foi a 7ª edição do concurso de beleza feminino Miss Continentes Unidos. A competição aconteceu no dia 28 de setembro no Teatro Centro de Arte León Febres-Cordero, em Guayaquil, no Equador, e foi vencida pela colombiana Anairis Cadavid.
Como prêmios, Anairis recebeu uma coroa de prata com pedras semipreciosas, avaliada em 15.000 dólares, e o valor de 6.000 dólares em dinheiro.
31 candidatas participaram da competição, que foi transmitida ao vivo pela TV Gamavisión.

## Resultados
Na noite do evento, as candidatas desfilarem de traje típico, traje de banho, vestido de gala e tiveram 20 segundos para uma fala sobre "como unir os cinco continentes".
| Resultado Final              | Candidata |
| ---------------------------- | --- |
| Miss Continentes Unidos 2019 | Anairis Cadavid - Colômbia                                                                                         |
| 2º lugar                     | Eliza Quiñónez - Equador                                                                                           |
| 3º lugar                     | Kenia Ponce - México                                                                                               |
| 4º lugar                     | Maneerat Daengprasert - Tailândia                                                                                  |
| 5º lugar                     | Charlotte Miralles - França                                                                                        |
| 6º lugar                     | Nerone Schutte - África do Sul                                                                                     |
| Semifinalistas (Top 10)      | Carmen Jaramillo - Panamá Marjory Patiño - Peru Yekaterina Pavlovna Agapova - Rússia María José Bracho - Venezuela |

## Prêmio de Melhor Traje Típico
A prova para escolher o Melhor Traje Típico aconteceu no dia 21 de setembro, tendo a Miss Equador, que levou um prêmio de mil dólares, como vencedora.
| Resultado Final | Candidata                         |
| --------------- | --------------------------------- |
| Vencedora       | Equador - Eliza Quiñónez          |
| 2º lugar        | Tailândia - Maneerat Daengprasert |
| 3º lugar        | Chile - Kaithen Ahumada           |

## Prêmios Especiais
A prova Melhor Silhueta foi realizada no dia 22 de setembro, com as candidatas desfilando em traje casual e de biquíni. A vencedora da prova foi a representante da Venezuela, que levou um prêmio de mil dólares.
| Resultado Final          | Candidata                     |
| ------------------------ | ----------------------------- |
| Melhor Silhueta          | Venezuela - María José Bracho |
| Melhor Sorriso           | Equador - Eliza Quiñónez      |
| Miss Amizade             | Bolivia - Kelly Camacho       |
| Miss Comesca             | Equador - Eliza Quiñónez      |
| Miss Hotel Punta del Mar | México - Kenia Ponce          |

## Polêmica
No dia 20 de setembro, Michelle Lara, representante da Guatemala, ao ser questionada, durante um evento, por um jornalista do programa equatoriano “De boca a boca” sobre o nome dos cinco continentes, respondeu: “América do Sul, Central, América do Norte e este mmmm”. (original, em espanhol: "Sur América, Centroamérica, Norteamérica y este mmmm..."). A resposta foi considerada “vergonhosa” por diversos veículos de imprensa que cobriam o concurso.

## Candidatas
31 países participaram do concurso.
| País                 | Candidata                         | Cidade              |
| África do Sul        | Nerine Schutte                    | Pretoria            |
| Bielorrussa          | Polli Cannabis                    | Minsk               |
| Bolívia              | Fabiana Andrea Ayaviri Gutiérrez  | Santa Cruz          |
| Brasil               | Thylara Brenner                   | Itajaí              |
| Chile                | Kaithen Krishna Ahumada Peralta   | Calama              |
| China                | Yuling Khan Chen                  | Hunan               |
| Colômbia             | Anairis Cadavid Ardila            | Valledupar          |
| Costa Rica           | Maricrís Rodríguez Rojas          | San José            |
| Dinamarca            | Anne Dalum                        | Herning             |
| Equador              | Eliza Aminta Quiñónez Godoy       | Esmeraldas          |
| El Salvador          | Adriana Camila Luna Sandoval      | Chalatenango        |
| Estados Unidos       | Maria Elena Manzo                 | Los Angeles         |
| Filipinas            | Jerelleen Alix Rodríguez          | Cebu                |
| França               | Charlotte Miralles                | Lyon                |
| Guatemala            | Katherine Michelle Lara Hernández | Ciudad de Guatemala |
| Índia                | Shreya Shanker                    | Patna               |
| Jamaica              | Daniellee Reddie                  | Kingston            |
| Japão                | Chika Oniki                       | Hamamatsu           |
| México               | Kenia Melissa Ponce Beltrán       | Mexicali            |
| Nicarágua            | Katty Vanessa Bello Luna          | Atlántico Sur       |
| Nova Zelândia        | Jonah Jean Asi                    | Auckland            |
| Panamá               | Carmen Isabel Jaramillo Velarde   | La Chorrera         |
| Paraguai             | Silvana Duarte Romero             | Ciudad del Este     |
| Peru                 | Marjory Milagros Patiño López     | Lima                |
| Portugal             | Andrea Ramírez                    | Madeira             |
| Porto Rico           | Mary Ann Santana Ramírez          | Canóvanas           |
| República Dominicana | Michelle Ventura                  | Sánchez Ramírez     |
| Russia               | Yekaterina Pavlovna Agapova       | Tyumen              |
| Tailândia            | Maneerat Daengprasert             | Provincia de Trat   |
| Ucrânia              | Karina Yagmurdzhy-Ageeva          | Kiev                |
| Venezuela            | María José Bracho Barrios         | Maracaibo           |

## Anairis Cadavid: biografia
Anairis (Valledupar, 05 de janeiro de 1995) tinha 24 anos ao vencer o concurso. Ela é formada em Administração de Negócios Internacionais pela Universidad del Rosario e Mestre em Direção Estratégica de Empresas pela Universidad Francisco de Vitoria de Madrid, da Espanha. Fala inglês e em seu tempo livre gosta de ler, viajar e estar com a família.